# Zhuravna
Zhuravna (en russe : Журавна) est une ville de Russie, située dans l'Oblast de Moscou.

## Personnalités liées à la commune
- Sergueï Petrovitch Gorbunov (ru) (1902-1933), l’un des organisateurs de l’industrie aéronautique soviétique, est né à Zhuravna.
- Vladimir Petrovitch Gorbunov (1903-1945), ingénieur aéronautique soviétique, frère cadet de Sergueï, est également né à Zhuravna[1].